# El Edén, Papantla
El Edén är en ort i Mexiko.   Den ligger i kommunen Papantla och delstaten Veracruz, i den sydöstra delen av landet, 210 km öster om huvudstaden Mexico City. El Edén ligger 56 meter över havet och antalet invånare är 492.
Terrängen runt El Edén är platt åt sydväst, men åt nordost är den kuperad. Runt El Edén är det ganska tätbefolkat, med 160 invånare per kvadratkilometer. Närmaste större samhälle är Papantla de Olarte, 18,6 km norr om El Edén. Omgivningarna runt El Edén är en mosaik av jordbruksmark och naturlig växtlighet.